# 自然硫黄
自然硫黄（しぜんいおう、native sulfur, sulfur）は、元素鉱物の一種。化学組成は S（硫黄）、結晶系は斜方晶系であり、自然硫黄の多形で単斜晶系（γ-硫黄に相当）のものはロシキーアイト (Rosickýite) という独立した鉱物として扱われる。

## 自然硫黄の生成
火山の噴気孔では、火山性ガスに含まれる硫化水素と二酸化硫黄が冷却することにより自然硫黄が生成している。
2 H2S + SO2 → 3 S + 2 H2O
噴気孔で産する自然硫黄は急速に冷却されて結晶が成長するため、しばしば骸晶となっていることがある。
温泉（硫黄泉）では、硫黄が昇華した硫黄華や、湯の花としてコロイド状硫黄が見られ、白く濁って見える。

## 自然硫黄の採掘
硫黄は火薬の原料となるほか多くの化学製品の原料として利用される物質である。硫黄はかつては鉱山から採掘される貴重な物質であった。
ハーマン・フラッシュが1891年に開発した165℃の過熱水蒸気を鉱床に吹き込み硫黄を回収するフラッシュ法で、アメリカ合衆国のテキサス州やルイジアナ州、メキシコ、チリ、南アフリカ共和国の鉱山で大量に採掘されていた。この方法は、上記の火山性ガスからの硫黄の析出の逆反応である。取り出されたガスを冷やすと硫黄が析出する。
3 S + 2 H2O → 2 H2S + SO2 （高温で進行）
2 H2S + SO2 → 3 S + 2 H2O （低温で進行）
しかし、石油精製の脱硫による副産物や、発電所や大工場の脱硫装置の副産物として大量の硫黄が供給されるようになった。これにより多くの硫黄鉱山が閉山となった。

## 主な産地

### シチリア島
単体硫黄を産出することで古来から有名なイタリアのシチリア島では、方解石や石膏の隙間に自然硫黄の結晶が成長しており、石膏等の硫酸塩鉱物やその他の硫化鉱物がゆっくりと変質して自然硫黄が分離したものだと考えられている。

### 日本
日本には硫黄の産地が数多く存在し、代表的なものとして神奈川県箱根の大涌谷や栃木県那須の茶臼岳、大分県・熊本県にまたがる九重連山などが挙げられる。
日本には火山が多いため、火口付近に露出する硫黄の露天掘りが容易であったことから硫黄採掘の歴史は古く、早くも8世紀の『続日本紀』には信濃国（長野県米子鉱山）から朝廷へ硫黄の献上があったことが記されている。鉄砲の伝来により、火薬の材料として中世以降、日本各地の硫黄鉱山開発が活発になった。江戸時代には硫黄付け木として火を起こすのに用いられた。

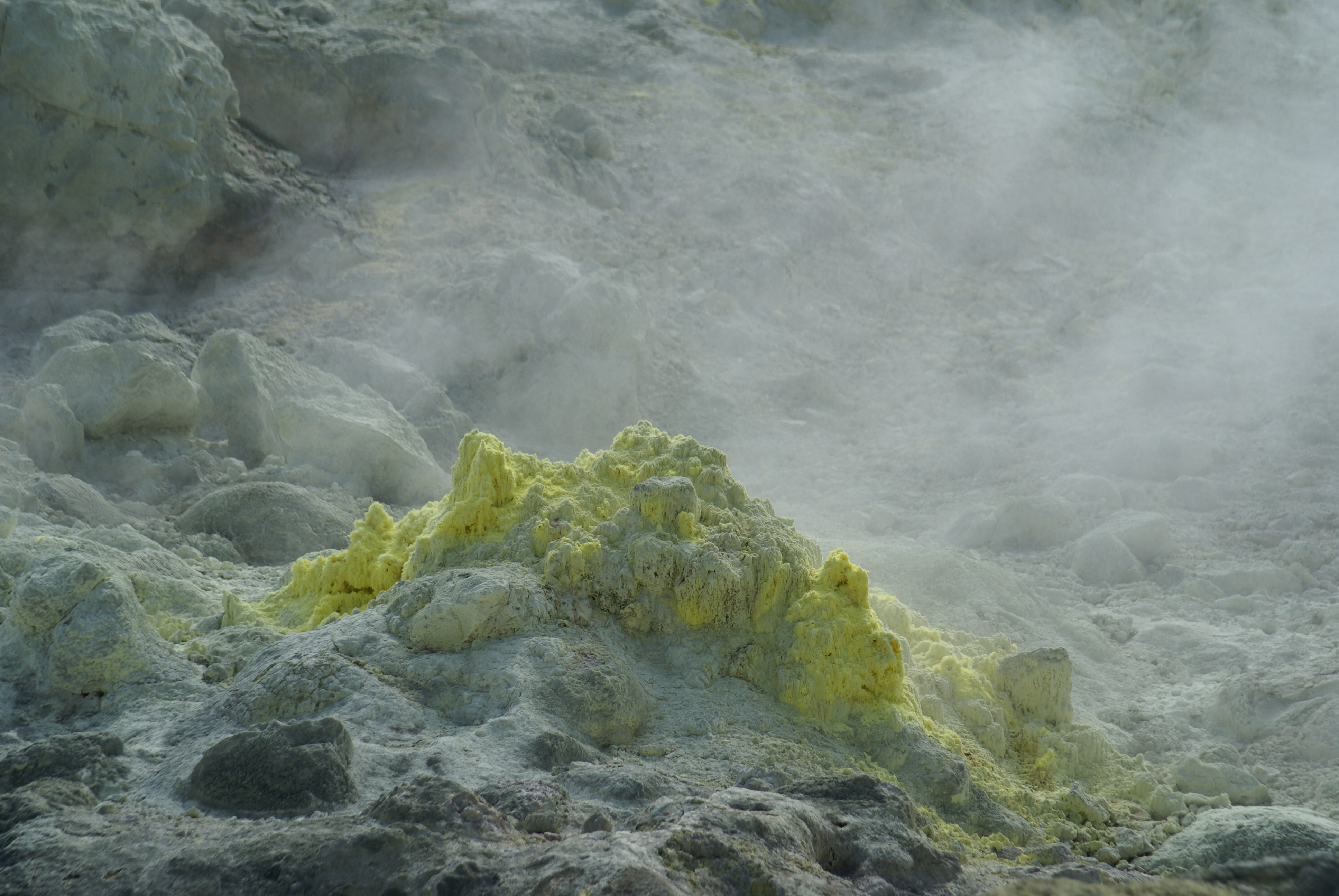
知床硫黄山の噴煙

明治期の産業革命に至り、鉱山開発は本格化する。純度の高い国産硫黄は、マッチ（当時の主要輸出品目）の材料に大量に用いられ、各地の鉱山開発に拍車が掛かった。1889年には知床硫黄山が噴火と共にほぼ純度100 %の溶解硫黄を大量に噴出した。硫黄は沢伝いに海まで流下し、当時未踏の地だった同地に鉱業関係者が殺到したという。
昭和20年代の朝鮮戦争時には、硫黄価格がつり上がり「黄色いダイヤ」と呼ばれ、鉱工業の花形に成長する。昭和30年代に入ると資源の枯渇に加え、石油の脱硫装置からの硫黄生産が可能となり、生産方法は一変する。エネルギー転換に加え、大気汚染の規制が強化されたことから、石油の副生成物である硫黄の生産も急増。硫黄の生産者価格の下落は続き、昭和40年代半ばには国内の硫黄鉱山は、全て閉山に追い込まれた（岩手県の松尾鉱山など）。